# Ignacy Andrzej Achidżan
Ignacy Andrzej Achidżan (ur. 1622 w Mardinie, zm. 24 lipca 1677) – syryjski duchowny katolicki, arcybiskup Aleppo w latach 1656-1662, w latach 1662-1667 1. patriarcha Antiochii.

## Życiorys
W 1656 został mianowany arcybiskupem Aleppo. Funkcję tę pełnił do 19 kwietnia 1662. Wtedy został wybrany patriarchą Antiochii. Pełnił tę funkcję w 1662 roku. 23 kwietnia 1663 ponownie objął funkcję patriarchy i sprawował ją do swojej śmierci. Zmarł w 1677 roku. Był pierwszym zwierzchnikiem Kościoła syryjskokatolickiego, powstałego z członków Syryjskiego Kościoła Ortodoksyjnego, którzy zdecydowali się uznać zwierzchnictwo papieża. 